# Lieske Carleer
Lieske Carleer (Winterswijk, 16 april 2001) is een Nederlands voetbalster. Ze komt als verdediger uit voor FC Twente in de Eredivisie.

## Carrière
Carleer begon haar carrière bij FC Trias in Winterswijk. In 2016 kwam ze in de jeugdopleiding van FC Twente terecht.
Bij de club uit Enschede kwam Carleer uit voor het O14 en O16 team. Na een korte periode in het Talenteam Zuid in Eindhoven, maakt Carleer in 2019 de oversteek naar de Verenigde Staten waar ze ging studeren en voetballen voor de Arizona State Sun Devils aan de Arizona State University. In het Sun Devils team zochten ze nog een centrale verdedigster en dankzij Eva van Deursen, een goede vriendin van Carleer, kwamen ze bij haar uit.
Na 4,5 jaar in de Verenigde Staten te hebben gevoetbald, keerde Carleer op 5 januari 2024 terug bij FC Twente. Voor de club uit Enschede tekende ze een contract dat haar tot medio 2025 aan de club uit Enschede verbonden houdt.
Op 4 februari 2024 maakte Carleer haar debuut in de Vrouwen Eredivisie in een thuiswedstrijd tegen Excelsior door in de 64ste minuut in te vallen voor Sophie te Brake. Ze wist in de finale om de Eredivisie Cup 2023/24 tegen PSV de winnende 3-2 treffer te maken. In een thuiswedstrijd tegen ADO Den Haag op 3 maart 2025 maakte Carleer haar eerste doelpunt in de Vrouwen Eredivisie. Diezelfde maand verlengde ze haar contract bij FC Twente tot medio 2027.

## Carrièrestatistieken
| Seizoen                      | Club            | Land            | Competitie         | Competitie | Competitie | Beker | Beker | Internationaal | Internationaal | Overig | Overig | Totaal | Totaal |
| Seizoen                      | Club            | Land            | Competitie         | Wed.       | Dlp.       | Wed.  | Dlp.  | Wed.           | Dlp.           | Wed.   | Dlp.   | Wed.   | Dlp.   |
| ---------------------------- | --------------- | --------------- | ------------------ | ---------- | ---------- | ----- | ----- | -------------- | -------------- | ------ | ------ | ------ | ------ |
| 2023/24                      | FC Twente       | Nederland       | Vrouwen Eredivisie | 4          | 0          | 2     | 0     | –              | –              | 2      | 1      | 8      | 1      |
| 2024/25                      | FC Twente       | Nederland       | Vrouwen Eredivisie | 21         | 2          | 4     | 0     | 10             | 0              | 3      | 1      | 38     | 3      |
| Carrière totaal              | Carrière totaal | Carrière totaal | Carrière totaal    | 25         | 2          | 6     | 0     | 10             | 0              | 5      | 1      | 46     | 3      |
| Bijgewerkt t/m 14 juli 2025. |                 |                 |                    |            |            |       |       |                |                |        |        |        |        |

## Interlandcarrière
Lieske Carleer is jeugdinternational geweest van Nederland onder 17 en Nederland onder 19. Voor het onder 17 team kwam Carleer op 8 mei 2017 uit op het EK 2017 in een wedstrijd tegen de leeftijdsgenoten van Ierland. Tevens kwam ze uit voor Nederland onder 17 op het EK 2018.
Voor Nederland onder 19 kwam Carleer uit op het EK 2019. Carleer kwam op dit toernooi alle wedstrijden in actie en werd uitgeschakeld in de halve finale tegen Duitsland.